# Rosularia sedoides
Rosularia sedoides là một loài thực vật có hoa trong họ Crassulaceae. Loài này được (Decne.) H. Ohba miêu tả khoa học đầu tiên năm 1977.